# Fornero (Valstrona)
Fornero (Furnér nel dialetto locale) è una frazione del comune di Valstrona situata a 605 m s.l.m., che fino al 1927 fu capoluogo di un comune autonomo, che comprendeva anche Piana di Fornero.

## Toponimo

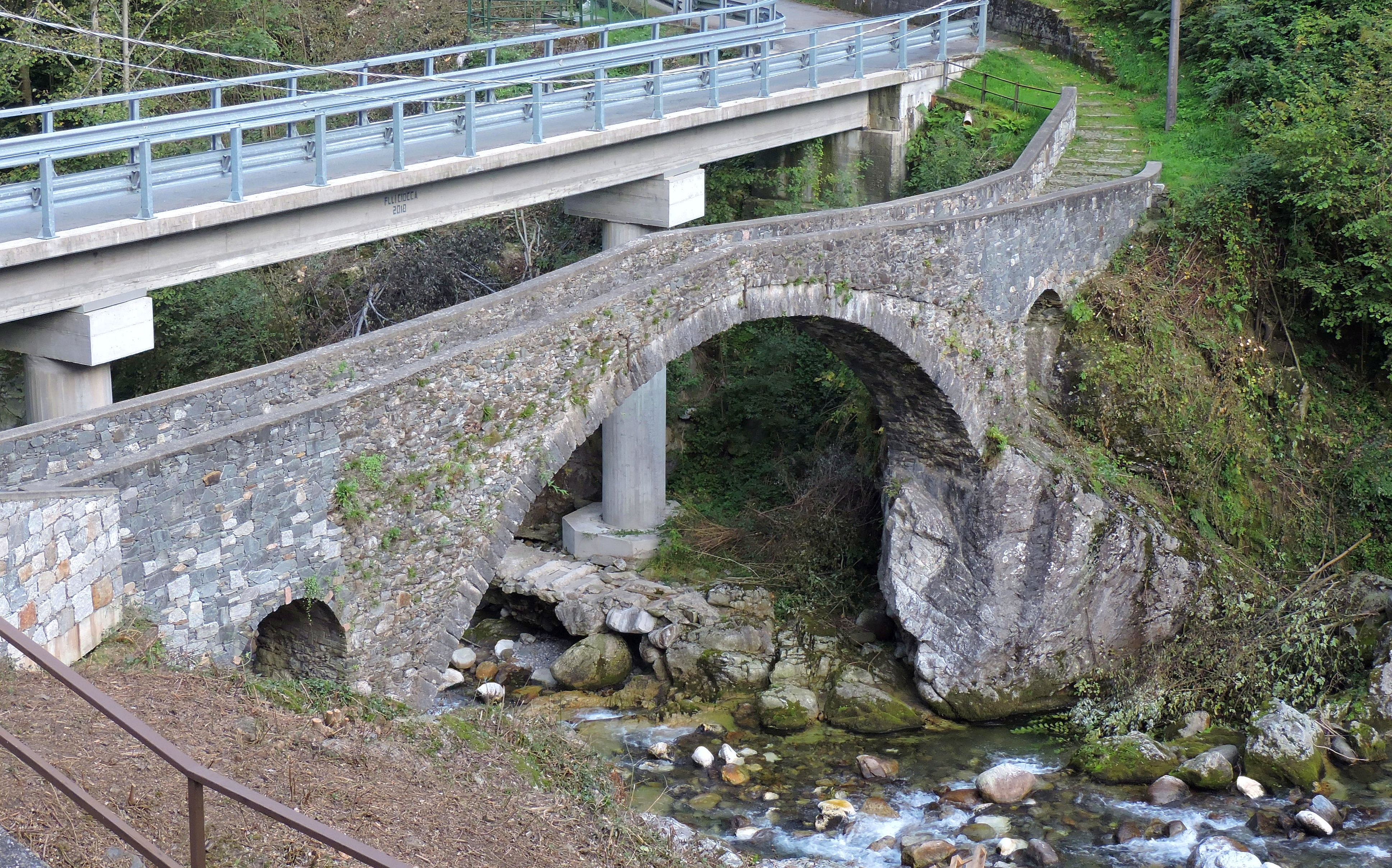
Vecchio e nuovo ponte sullo Strona

Il nome deriva dal termine latino fornarium, utilizzato nel medioevo per indicare un forno del feudatario di cui erano obbligati a servirsi i suoi sudditi.

## Geografia fisica
Fornero è, assieme Sambughetto, l'unico centro abitato della Valle Strona situato sulla destra orografica del torrente. 

## Storia
Il paese di Fornero fu sottoposto in passato alla signoria di Omegna. I suoi principali prodotti, commercializzati principalmente nell'area milanese, erano oltre a quelli tipici della media montagna (patate, castagne, noci, canapa) anche il marmo bianco, che si ricavava in una cava nei pressi del paese. Gli abitanti erano, secondo Goffredo Casalis, 
Con il regio decreto  nr. 2521 del 22 dicembre 1927 i comuni di Sambughetto, Forno, Luzzogno, Germagno, Loreglia e Massiola furono fusi nel nuovo comune di Valstrona, il cui capoluogo venne collocato sul fondovalle a Strona. Nel dopoguerra Germagno, Loreglia e Massiola riottennero la propria autonomia mentre Fornero restò parte di Valstrona. Il codice catastale di Fornero, valido fino al 1983, era D716.

## Monumenti e luoghi d'interesse

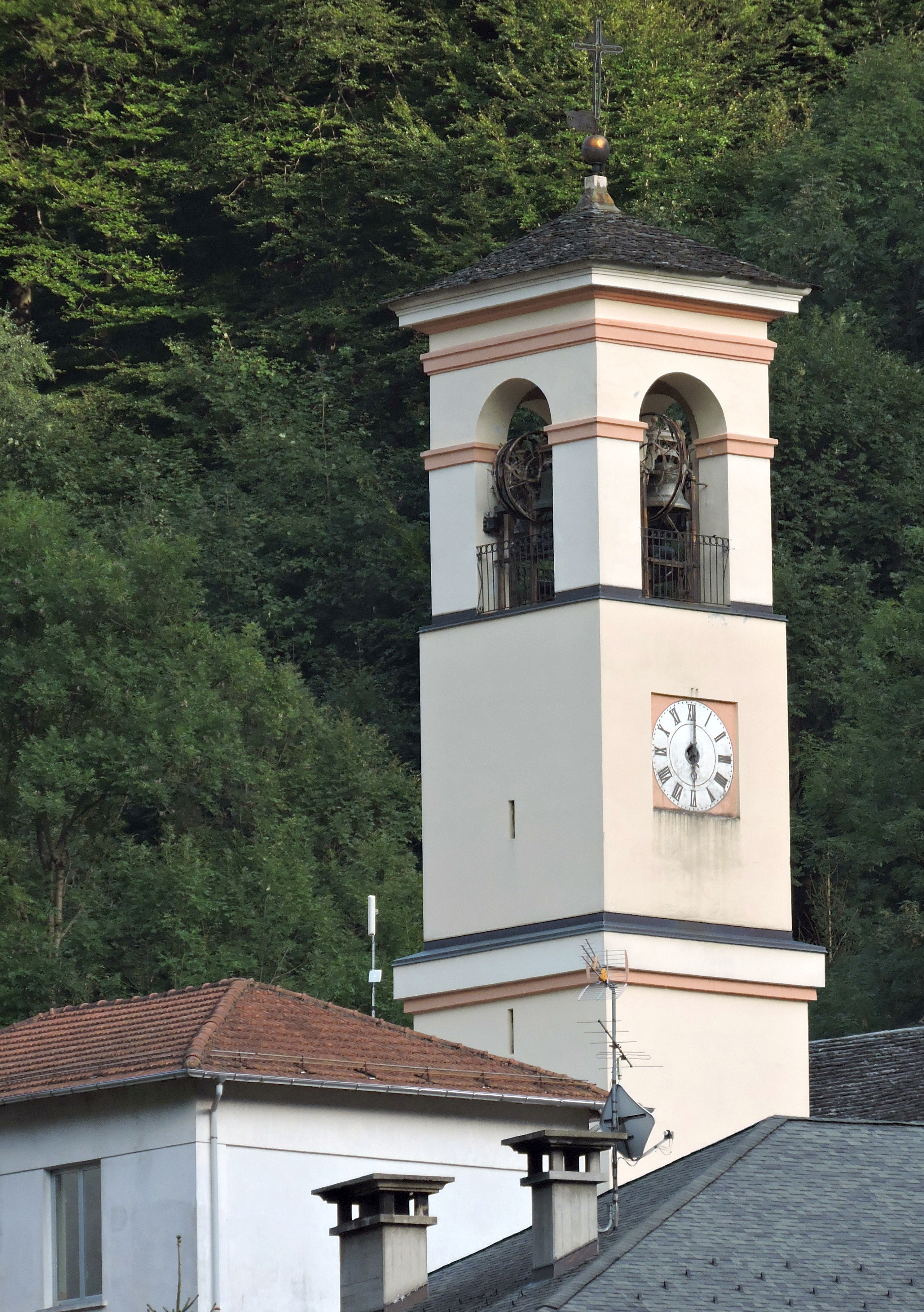
Sant'Anna: il campanile

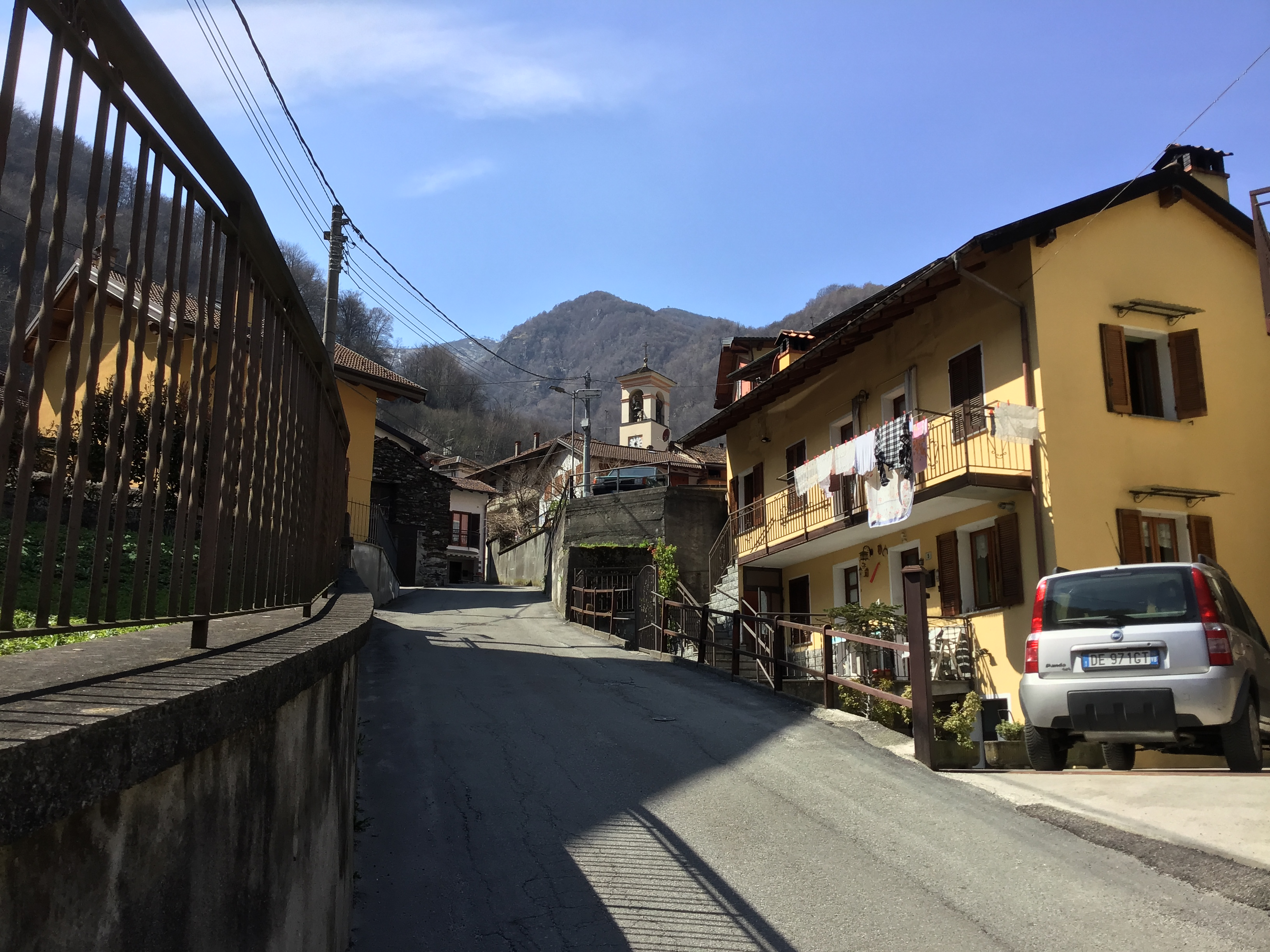
Il paese di Fornero

- Parrocchiale dei Santi Anna e Gioacchino, situata al centro dell'ex-capoluogo comunale, abbellita all'interno da varie opere di arte sacra.
- Chiesa di San Fermo, nella vicina Piana di Fornero.
- Santuario alpestre della Madonna della Colletta, situato poco fuori dal paese, con all'interno il più pregevole affresco di tutta la Valstrona raffigurante l'apparizione della Madonna a Caravaggio (Bergamo).

## Cultura
A Fornero è presente la ultracentenaria banda musicale Santa Cecilia di Fornero, come pure la corale parrocchiale. Sono inoltre attive diverse le associazioni come la pro-loco, che organizza grandi festeggiamenti in occasione della festa patronale di Sant'Anna alla fine di luglio, il gruppo alpini e l'antica confraternita della SS. Trinità e Madonna della Mercede. 

### Eventi
- La festa principale del Paese è la festa patronale di Sant'Anna che ogni cinque anni[8] viene solennizzata con il trasporto della santa patrona e il paese viene addobbato da un corridoio di lenzuola candide e ricamate.
- A Piana di Fornero l'immagine della Madonna del Rosario ogni cinque anni viene portata in processione fino alla parrocchiale di Fornero per rimanervi una notte. Si tratta di una festa con processione molto particolare che si svolge di sera in un percorso illuminato da decine di migliaia di lumini tra gallerie di lenzuola e nastri e falò.[9]